# Joan Laporta
Joan Laporta i Estruch (Barcelona, 29 juni 1962) is een Spaanse advocaat, politicus en president van FC Barcelona. Hij geldt als de meest succesvolle en invloedrijke voorzitter in de geschiedenis van de club. 
Tijdens zijn eerste termijn als voorzitter van FC Barcelona, die begon in 2003, leidde hij de club in 2009 naar een historisch sextuple: zes grote prijzen in één kalenderjaar, iets wat tot dan toe door geen enkele andere club in het wereldvoetbal was gepresteerd.
Na het einde van zijn voorzitterschap in 2010 stelde hij zich in 2015 opnieuw kandidaat, maar verloor die verkiezingen. In 2021 keerde hij terug als voorzitter na een overtuigende verkiezingswinst, waarbij hij meer dan de helft van de stemmen behaalde.

## Biografie
Laporta volgde zijn rechtenstudie aan de Universitat de Barcelona. Na het behalen van zijn masterdiploma richtte hij zijn eigen advocatenkantoor op, Laporta & Arbós. Van 2010 tot 2012 was hij lid van het Catalaans Parlement voor de partij Catalaanse Solidariteit voor Onafhankelijkheid.

## FC Barcelona
Zijn carrière binnen FC Barcelona begon Laporta in de jaren negentig als leider van Elefant Blau (Blauwe Olifant), een oppositiegroep gericht tegen de toenmalige voorzitter Josep Lluís Núñez. 

### Eerste termijn als voorzitter (2003–2010)
In 2003 stelde Laporta zich verkiesbaar voor het voorzitterschap van FC Barcelona. Lange tijd lag hij ver achter op favoriet Lluís Bassat, maar mede door de steun van Johan Cruijff won hij uiteindelijk de verkiezingsstrijd.

#### Sportieve successen onder Laporta
Onder het bewind van Laporta als voorzitter van FC Barcelona kende de club sportief gezien een zeer succesvolle periode. Aitor Beguiristain, oud-speler van de club, werd door Laporta aangesteld als technisch directeur. Er kwamen verschillende topspelers naar de club, onder wie Ronaldinho (2003), Deco (2004), Samuel Eto'o (2004), Thierry Henry (2007) en Zlatan Ibrahimović (2009). Zijn beleid leidde tot succes: Barça klom uit het sportieve dal waarin het zich sinds 2000 bevond en begon weer prijzen te winnen, met de Spaanse landstitel (2005, 2006, 2009, 2010), de Copa del Rey (2009), de UEFA Champions League (2006, 2009) en de wereldbeker (2009) als voornaamste voorbeelden. In het eerste deel van de bestuursperiode van Laporta was de Nederlander Frank Rijkaard de hoofdtrainer. Na twee tegenvallende seizoenen werd hij in 2008 vervangen door voormalig speler Josep Guardiola.

#### Financieel en maatschappelijk beleid
Naast de sportieve successen vond Laporta bovendien regelingen om de schulden van de club op te lossen, vergrootte hij de inkomsten van de club, herstelde hij de positie van FC Barcelona als boegbeeld van Catalonië, gaf hij het clubmotto més que un club (meer dan een club) een nieuwe dimensie door middel van een overeenkomst met UNICEF, en weerde hij de hooligans van de Boixos Nois uit Camp Nou. Daarnaast nam het aantal clubleden in de periode-Laporta toe tot een recordaantal.

#### Interne bestuursproblemen en juridische kwesties
Op bestuurlijk vlak kende Laporta de nodige problemen. Na zijn verkiezingswinst begon hij in 2003 met een directie van vijftien personen, onder wie de vicevoorzitters Sandro Rosell, Albert Vicens, Ferran Soriano, Alfons Godall en Marc Ingla. Van dit vijftal bleef alleen Godall tot het einde in functie; de overige vier oorspronkelijke vicevoorzitters stapten, evenals verschillende andere directieleden, in de loop der jaren op uit onvrede over het beleid van Laporta. Rosell, eerste vicevoorzitter en voormalig directeur van Nike in Zuid-Amerika, was in 2005 de eerste die vertrok na een hevig conflict met Laporta.
In juli 2006 kwam een procedurele fout aan het licht. Drie socios (clubleden) waren naar de rechtbank gestapt omdat zij vonden dat Laporta de clubstatuten niet had nageleefd en daarom eisten zij dat FC Barcelona met onmiddellijke ingang voorzittersverkiezingen zou houden. De statuten van FC Barcelona schrijven namelijk voor dat elke verkozen voorzitter een mandaat van vier jaar krijgt dat ingaat op 1 juli. Laporta werd voorzitter van Barcelona op 22 juni 2003 en de drie clubleden vonden dat die negen dagen tussen 22 juni en 1 juli voor een heel jaar tellen. Daardoor zou het mandaat van Laporta op 30 juni 2006 afgelopen zijn. Uiteindelijk stelde de rechtbank het drietal in het gelijk en Laporta was genoodzaakt af te treden als clubvoorzitter. Hij stelde zich wel opnieuw verkiesbaar. De verkiezingen vonden uiteindelijk niet plaats omdat alleen Laporta het benodigde aantal handtekeningen (1804) wist te verzamelen om zich verkiesbaar te kunnen stellen. Hij kreeg 8994 steunbetuigingen. Jaume Guixà kwam tot 1694 handtekeningen, Jordi Medina verzamelde er 1319, Ferrán Estrada dertien en Francesc Liñán slechts een. Hierdoor kon Laporta opnieuw aantreden als voorzitter.
In juli 2008 stapten Ingla, Soriano en Vicens op als vicevoorzitters na een motie van wantrouwen tegen Laporta. Zestig procent van de clubleden stemde voor deze motie, maar de voor het uitschrijven van nieuwe verkiezingen benodigde 66% werd daarmee niet gehaald, en Laporta bleef aan als voorzitter.
In juni 2010 liep de tweede termijn van Laporta als voorzitter af. Hij schoof Jaume Ferrer, een van zijn vicevoorzitters, naar voren als de continuïteitkandidaat in de verkiezingen. Ferrer verloor de verkiezing echter van Sandro Rosell.

### Tweede verkiezingsdeelname (2015)
In de zomer van 2015 stelde Joan Laporta zich opnieuw kandidaat voor het voorzitterschap van FC Barcelona. Hij presenteerde zich als het alternatief voor het zittende bestuur van Josep Maria Bartomeu en wees op de successen uit zijn eerdere termijn tussen 2003 en 2010. De verkiezingen stonden in het teken van herstel van identiteit, transparantie en sportieve ambitie.
De relatie tussen Laporta en Bartomeu was gespannen en beladen met onderliggende bestuursconflicten. Bartomeu had eerder deel uitgemaakt van het bestuur onder Sandro Rosell, de directe opvolger van Laporta en een uitgesproken criticus van diens beleid. Laporta beschouwde het zittende bestuur als een breuk met de waarden van de club, terwijl Bartomeu op zijn beurt Laporta’s periode bestempelde als financieel risicovol. De verkiezingsstrijd verliep dan ook scherp en polariserend, waarbij Laporta de steun genoot van Cruijff-aanhangers en traditionalisten, terwijl Bartomeu inzette op continuïteit na recente sportieve successen.
Uiteindelijk eindigde Laporta met 33% van de stemmen als tweede, achter Bartomeu, die met een meerderheid van 54% werd verkozen tot clubvoorzitter. Hoewel hij de verkiezing verloor, bleef Laporta in beeld als een invloedrijk figuur binnen de club en gaf hij zijn ambitie om terug te keren naar het hoogste ambt nooit op.

### Tweede termijn als voorzitter (2021–heden)
In november 2020 kondigde Laporta aan dat hij in 2021 opnieuw zou deelnemen aan de voorzittersverkiezingen. Hij was van mening dat de club een nieuwe start nodig had, een nieuw bestuur, en een andere clubcultuur. Zijn doel was om de club terug te brengen naar het niveau van zijn eerste termijn. In januari 2021 leverde hij 10.252 handtekeningen in (waarvan er 9.625 werden goedgekeurd), en daarmee was zijn kandidatuur officieel. Laporta was vanaf het begin favoriet voor de winst. Op 7 maart won hij met 54,28% de verkiezingen, vóór Víctor Font en Toni Freixa die respectievelijk 29,99% en 8,58% van de stemmen kregen. Hij volgde Josep Maria Bartomeu op, die in oktober 2020 was afgetreden om een motie van wantrouwen van de clubleden te voorkomen.

#### Vertrek van Lionel Messi en sportieve crisis
Na zijn verkiezingswinst op 7 maart 2021 begon Joan Laporta aan zijn tweede termijn als voorzitter van FC Barcelona. De club bevond zich in zwaar weer: financieel noodlijdend, sportief teleurstellend, en institutioneel instabiel. Aan het einde van datzelfde seizoen volgde een schokgolf in de voetbalwereld: Lionel Messi vertrok na 21 seizoenen bij FC Barcelona. De onderhandelingen over een contractverlenging liepen stuk door de financiële beperkingen van de club en de strenge regels van La Liga. Op 5 augustus 2021 werd bekend dat Barça er niet in slaagde Messi’s nieuwe contract te registreren, waarna hij korte tijd later een contract tekende bij Paris Saint-Germain. Het nieuws veroorzaakte groot verdriet onder de aanhang van de club en markeerde het einde van een tijdperk. Enkele maanden later werd trainer Ronald Koeman ontslagen wegens teleurstellende resultaten.

#### Aanstelling van Xavi en sportieve wederopbouw
Laporta wendde zich tot clubicoon Xavi Hernández, die in november 2021 terugkeerde als hoofdtrainer. Onder Xavi begon Barça aan een wederopbouw, gebaseerd op talentvolle spelers uit La Masia zoals Pedri, Gavi, Alejandro Balde en Ronald Araújo. Laporta steunde Xavi's visie om het herkenbare Barça-spel te herstellen, met aanvallend voetbal en een sterk collectief. In januari 2023 resulteerde dat in de winst van de Supercopa de España, na een overtuigende zege op Real Madrid. In mei van dat jaar werd FC Barcelona kampioen van Spanje, de eerste landstitel sinds 2019 en de tweede prijs onder Xavi.

#### Nieuwe versterkingen en afscheid van clubiconen
In de zomer van 2023 versterkte Barça zich met onder anderen İlkay Gündoğan, João Félix en João Cancelo. Daarmee verklaarde Laporta dat het “plaatje compleet” was, na jaren van sportieve en financiële onzekerheid. In december 2023 bereikte Barcelona voor het eerst sinds het vertrek van Messi de knock-outfase van de Champions League. Tegelijkertijd namen clubiconen als Sergio Busquets, Jordi Alba en Gerard Piqué afscheid, waarmee een generatie werd afgesloten.

#### Vertrek van Xavi en aanstelling van Flick
In januari 2024 maakte Xavi bekend aan het einde van het seizoen te zullen vertrekken. Toch draaide het team onder zijn leiding sterk, en op 25 april kondigden Laporta, Xavi en sportief directeur Deco gezamenlijk aan dat Xavi tóch zou blijven. Die beslissing werd echter binnen een maand teruggedraaid: op 24 mei 2024 maakte de club bekend dat Xavi en zijn volledige staf alsnog zouden vertrekken. Zijn laatste wedstrijd coachte hij op 26 mei tegen Sevilla. Een belangrijk hoogtepunt in zijn periode was de doorbraak van supertalent Lamine Yamal.
Op 29 mei 2024 benoemde Laporta de Duitser Hans-Dieter Flick tot hoofdtrainer. Flick werd door Laporta al langer bewonderd, en diens komst betekende de introductie van de Duitse voetbalschool bij Barça. Onder zijn leiding begon het seizoen 2024/25 veelbelovend. Barça won zijn eerste vijf competitiewedstrijden en boekte in oktober een indrukwekkende 4-1 overwinning op Bayern München, gevolgd door een 0-4 winst in El Clásico. In januari 2025 veroverde de club de Supercopa de España opnieuw, met een 5-2 zege op Real Madrid.

#### Nationale treble en Europees succes
De successen stapelden zich op. Barcelona bleef maandenlang ongeslagen, bereikte de finale van de Copa del Rey en versloeg Borussia Dortmund in de kwartfinale van de Champions League. In april 2025 bereikte de club voor het eerst sinds 2019 weer de halve finale van het toernooi, maar werd daar nipt uitgeschakeld door Internazionale na een totaalstand van 7-6 over twee wedstrijden. Op 27 april won Barça wel de Copa del Rey door Real Madrid met 3-2 te verslaan na verlenging. Twee weken later, op 16 mei, werd Barça landskampioen na een 0-2 zege op Espanyol. Daarmee was de nationale treble compleet: Supercopa, Copa en La Liga.

#### Financiële hervormingen en toekomstvisie
Naast sportief succes stuurde Laporta ook op stabiliteit en herstel buiten het veld. Hij wist de loonmassa van de selectie te reduceren, verhoogde de inkomsten via nieuwe sponsors, en zorgde dat talenten zoals Lamine Yamal langdurig werden vastgelegd. In juni 2025 stelde Laporta dat de club financieel gezond genoeg is om opnieuw te investeren in topaanwinsten, zoals Nico Williams, en benadrukte hij transparantie richting La Liga.

#### Terugkeer naar Camp Nou en Espai Barça
Op 25 juni 2025 maakte de club bekend terug te keren naar het Camp Nou, dat sinds 2023 werd gerenoveerd als onderdeel van het Espai Barça-project. De openingswedstrijd in het vernieuwde stadion, de Trofeu Joan Gamper, staat gepland op 10 augustus 2025. Hoewel de werkzaamheden aan de derde ring en het dak nog worden afgerond, markeert de terugkeer naar Les Corts een nieuw hoofdstuk in Laporta’s langetermijnvisie voor FC Barcelona.

#### Voorbereiding op de voorzittersverkiezingen van 2026
Terwijl het sportieve en financiële herstel van FC Barcelona onder Laporta vorm krijgt, werpt ook de volgende bestuursperiode zijn schaduw vooruit. In interviews en openbare optredens hint Laporta geregeld op een mogelijke herverkiezing in 2026. Hoewel hij nog geen formele kandidatuur heeft aangekondigd, heeft hij laten doorschemeren dat hij het project waarin hij sinds 2021 zoveel heeft geïnvesteerd wil afronden. De voltooiing van het Espai Barça-project, de terugkeer naar Camp Nou en de verdere sportieve doorontwikkeling van de selectie vormen voor Laporta logische einddoelen van zijn voorzitterschap. 
Binnen de club wordt rekening gehouden met een nieuwe campagne waarin Laporta zich, zoals eerder in 2003 en 2021, opnieuw zal presenteren als de man die Barça uit een crisis heeft geleid en vastbesloten is om het tijdperk van wederopbouw af te ronden met duurzame stabiliteit en sportief succes.

## Privé
Laporta was getrouwd met Constanza Echevarría en heeft drie zoons, Pol, Guillem en Jan. 

## Door FC Barcelona gewonnen trofeeën onder Laporta

### Herenvoetbal
- La Liga (6):  2004–05, 2005–06, 2008–09, 2009–10, 2022–23, 2024–25
- Copa del Rey (3):  2008–09, 2020–21, 2024–25
- Supercopa de España (5):  2005, 2006, 2009, 2023, 2025
- UEFA Champions League (2):  2005–06, 2008–09
- UEFA Super Cup (1):  2009
- FIFA Club World Cup (1):  2009

### Vrouwenvoetbal (FC Barcelona Femení)
- Primera División (4):   2020–21, 2021–22, 2022–23, 2023–24
- Copa de la Reina de Fútbol (3): 2020–21, 2021–22, 2023–24
- Supercopa de España Femenina (2): 2021–22, 2022–23
- UEFA Women's Champions League (3): 2020–21, 2022–23, 2023–24